# Antoine Busnois
Antonie Busnois (?-1430 - Bruges, 1492) fou un compositor de l'escola borgonyona. Probablement va ser deixeble de Johannes Ockeghem a Tours. Cap al 1460 era a la cort de Borgonya. Més tard treballà a l'església de Sant Salvador de Bruges, amb el càrrec de rector cantoriae fins a l'any de la seva mort.
La seva producció més important és de cançons profanes: més d'una seixantena que es conserven en un manuscrit provinent de la cort de Borgonya, possiblement copiat per ell mateix. Però també varen ser copiades en altres cançoners francoflamencs i en algunes de les antologies editades per Petrucci. La majoria tenen textos francesos, sovint d'ell mateix, són a tres veus i utilitzen estructures fixes, sobretot el rondó (una trentena).
En l'apartat de música religiosa, es conserven misses, un credo, himnes, un magnificat i motet. Les misses utilitzen la tècnica del cantus firmus; una d'elles es basa en la cèlebre fanfara L'homme armé.

## Obres

### Misses
1. Missa L'Homme armé;
2. Missa O crux lignum;
3. Patrem Vilayge.

### Misses possiblement atribuïbles a Busnois
1. Missa L'Ardent desir;
2. Missa L'homme armé (I);
3. Missa L'homme armé (II);
4. Missa L'homme armé (III);
5. Missa L'homme armé (IV);
6. Missa L'homme armé (V);
7. Missa L'homme armé (VI) (l'atribució d'aquestes sis misses conservades a Nàpols es basa en similituds estilístiqes);
8. Missa sine nomine;
9. Missa Quant ce viendra.

### Motets i magnificats
1. Ad coenam agni providi;
2. Alleluia, verbum caro factum est;
3. Anima mea liquefacta est / Stirps Jesse;
4. Anthoni usque limina;
5. Asperges me (lost);
6. Conditor alme siderum;
7. Gaude coelestis domina;
8. In hydraulis;
9. Lamentació per la mort de Guillaume Dufay, (probablement escrita en 1474, perduda);
10. Magnificat sexti toni;
11. Noel, noel;
12. Regina caeli (I);
13. Regina caeli (II);
14. Victimae paschali laudes.

### Magnificats i motets, possiblement atribuïbles a Busnois
1. Magnificat octavi toni;
2. Magnificat secundi toni;
3. Incomprehensibilia / Preter rerum ordinem.

### Música profana
1. Acordes moy;
2. Advegne que advenir pourra;
3. Amours nous traicte / Je m'en vois;
4. A qui vens tu tes coquilles;
5. Au gré de mes iculx;
6. A une dame;
7. Au povre par necessité;
8. A vous, sans autre;
9. Bel acueil;
10. Bone chére;
11. Ce n'est pas moy;
12. C'est bien maleur;
13. C'est vous en qui;
14. Con tutta gentileça;
15. Corps digne / Dieu quel mariage;
16. Cy dit benedicite;
17. En soustenant;
18. En tous les lieux;
19. En voyant sa dame;
20. Esaint-il merci;
21. Faictes de moy;
22. Faulx mesdisans;
23. Fortuna desperata;
24. (O) Fortune, trop tu es dure;
25. Ha que ville;
26. In myne zynn;
27. Ja que lui ne;
28. J'ay mayns de bien;
29. J'ay pris amours tout au rebours;
30. Je m'esbaïs de vous;
31. Je ne demande aultre degré;
32. Je ne demande lialté;
33. Je ne puis vivre ainsi;
34. Joye me fuit;
35. Laissez dangier;
36. L'autrier la pieça /En l'ombre du buissonet / Trop suis jonette;
37. L'autrier que passa;
38. Le corps s'en va;
39. Le monde a tel;
40. Ma damoiselle;
41. Maintes femmes;
42. Ma plus qu'assez;
43. Ma tres souveraine princesse;
44. M'a vostre cueur;
45. Mon mignault / Gracieuse, playsant;
46. Mon seul et sangle souvenir;
47. On a grant mal / On est bien malade;
48. Pour entretenir mes amours;
49. Pucellotte;
50. Quant j'ay au cueur;
51. Quant vous me ferez;
52. Quelque povre homme;
53. Quelque povre homme;
54. Resjois toy terre de France / Rex pacificus;
55. Seule a par moy;
56. Soudainementmon cueur;
57. Terrible dame;
58. Une filleresse / S'il y a compagnion / Vostre amour;
59. Ung grand povtre homme;
60. Ung plus que tous;
61. Vostre beauté / Vous marchez;
62. Vostre gracieuse acointance.

### Obres d'atribució conflictiva
1. Amours, amours, amours;
2. Amours fait moult / Il est de binne heure né /Tant que nostre argent dura;
3. Cent mile escus;
4. Et qui la dira;
5. J'ay bien choisi;
6. Il sera pour vous canbatu / L'homme armé;
7. Je ne fay plus;
8. Je suis venu;
9. Le serviteur;
10. Quant ce vendra;
11. Sans avoir (‚S' amours vous fiu' or 'Malagrota');
12. Se brief puis.